# 걸프타운
걸프타운(Gulftown) 혹은 웨스트미어-EP는 하이퍼스레딩을 지원하는 6코어 인텔 프로세서로, 동시에 12스레드까지를 병렬로 수행할 수 있다. 이 CPU는 웨스트미어 마이크로아키텍처를 기반으로 하고 있으며, 네할렘 마이크로아키텍처를 32 nm 공정으로 다이 시링크 한 것이다.본래는 Intel Core i9로 나온다는 루머가 있었지만 실제로는 Intel Core i7로 판매되었다.
처음으로 나온 것은 Core i7 980X로, 2010년의 1사분기에 동일한 칩을 사용하는 서버용 CPU인 Xeon 3600과 듀얼소켓 Xeon 5600 (웨스트미어-EP)와 함께 발매되었다.
첫 제품은 동일한 클럭을 가진 쿼드 코어 블룸필드 Core i7 975와 비교했을 때 소프트웨어에 따라 50% 높은 성능을 보일 수 있었다. 하지만 2011년에 있어서도 6개의 물리 코어를 활용할 수 있도록 구성된 소프트웨어는 상당히 드물기에 모든 멀티스레드 프로그램이 다중 코어로 인한 성능 이익을 얻을 수 있는 건 아니었다. 트렌지스터 수가 50% 많음에도 불구하고 32 nm 공정이 제공해 주는 이득을 통해 4개 코어밖에 없는 블룸필드 프로세서에 비해 같거나 적은 전력(운영체제에 의존한다)을 소비했으며, 계획된 모든 모델의 열 설계 전력은 130 W로 결정되었다.
웨스트미어-EP는 블룸필드 및 게인스타운(혹은 Nehalem-EP)과 같은 LGA 1366 패키지를 사용하는 첫 듀얼 소켓 6코어 프로세서로, 그 이전의 6코어 프로세서인 더닝톤은 소켓 604 기반의 멀티 소켓 프로세서였다.
CPUID 확장 모델 번호는 44(2Ch)이며 두 상품 코드가 쓰이는데, 80613은 UP 데스크탑/서버 모델이며 80614는 DP 서버 모델인 Xeon 5600 시리즈에 쓰인다. 일부 모델은 6개 코어 중 4개 코어만 활성화되어 있다.

## 제품
| 상품명       | 코어 | L3 캐시 | 소켓     | TDP      | 입출력버스 |
| ------------ | ---- | ------- | -------- | -------- | ---------- |
| Core i7-9xx  | 6    | 12 MB   | LGA 1366 | 130 W    | 퀵패스     |
| Core i7-9xxX | 6    | 12 MB   | LGA 1366 | 130 W    | 퀵패스     |
| Xeon 36xx    | 6    | 12 MB   | LGA 1366 | 130 W    | 퀵패스     |
| Xeon 56xx    | 4-6  | 12 MB   | LGA 1366 | 40-130 W | 퀵패스     |